# サヴォイア＝ブレッセ家
サヴォイア＝ブレッセ家（イタリア語: Savoia-Bresse）は、サヴォイア家の分枝の一つでサヴォイア公フィリッポ2世に始まる家系のことを指す。家名はブレッセ（ブレス）地方を所有していたことに由来する。後にサルデーニャ王位を獲得している。分家にはサヴォイア＝カリニャーノ家、サヴォワ＝ヌムール家がある。

## 歴史

### サヴォイア公
1496年にサヴォイア公カルロ・ジョヴァンニ・アメデーオ（カルロ2世）が嗣子亡くして没したことでサヴォイア＝ピエモンテ家は断絶した。サヴォイア家はサリカ法典は採用はされてはいなかったものの最も近い男系男子という理由で大叔父でブレッセ（ブレス）地方を統治したフィリッポ2世が公位を継承することとなった。これがサヴォイア＝ブレッセ家の始まり、これを境にしてサヴォイア家の継承法は男系男子のみに限られることとなった。なお、サヴォイア家はカルロ1世の代に婚姻関係によってキプロス王家からエルサレム国王の称号を獲得し、この称号はフィリッポ2世にも引き継がれることとなったが、エルサレム国王の方は女系による相続も認めていたことから王位継承権はフィリッポ2世とその姪であるアンナとの間で二分化されている。
フランス王国、スペイン、神聖ローマ帝国といった列強と婚姻を行うことでその抗争間を巧みに生き残ることに成功し、エマヌエーレ・フィリベルトは一時はポルトガル国王エンリケ1世の後継者候補の一人となっている。ポルトガル王位は従兄弟のスペイン国王フェリペ2世が継承したことで果たせなかったものの、1553年にはフェリペ2世によってネーデルラント総督に任じられている。

### サルデーニャ国王
ヴィットーリオ・アメデーオ2世の代にはアブスブルゴ朝断絶を契機に始まったスペイン継承戦争に参加して1713年にはシチリア王位を、後の1720年にサルデーニャ王位と交換したことで正式に王号を獲得した。ただし統治は専らサヴォワ＝ピエモンテで行われていた。カルロ・エマヌエーレ4世はフランス革命戦争に巻き込まれたことで1792年に同国軍によってサヴォワ＝ピエモンテを占領されてサルデーニャ島に逃亡。以後1815年で失地を回復する期間に限ってサルデーニャで統治が行なわれた。カルロ・エマヌーレ4世は1802年に弟であるヴィットーリオ・エマヌエーレ1世に王位を譲って退位した。
1807年にヘンリー・ベネディクト・ステュアート（ヘンリー9/1世）が嗣子亡くして没したことでステュアート朝の正嫡の男系男子が死に絶えた。同家を支持するジャコバイトは最も近い後継者としてカルロ・エマヌエーレ4世を推した。これによりカルロ・エマヌエーレ4世は「イングランド、スコットランド及びアイルランドの王チャールズ4世」となったが本人には非現実的な王位を得ようとする意志はなかった。ヴィットーリオ・エマヌエーレ1世（ヴィクター1世）には娘しかおらず、1821年に没すると弟のカルロ・フェリーチェが継承したがこちらも男子を得ることなく1831年に没したことでサヴォイア＝ブレッセ家は断絶した。サルデーニャ王位はサヴォイア公カルロ・エマヌエーレ1世の末子であるトンマーゾ・フランチェコに始まる傍系のサヴォイア＝カリニャーノ家出身のカルロ・アルベルトによって継承された。他方、ジャコバイトの王位はヴィットーリオ・エマヌエーレ1世の長女マリー・ベアトリーチェ（メアリー2/3世）及びその子孫が継承している。